# José María Bernadas
José María Bernadas Viladesau (Rosario Santa Fe, Argentina; 14 de abril de 1886-Barcelona, España; 12 de abril de 1933) fue el séptimo presidente del RCD Español, entre los años 1915-1918.

## Su Historia
José María Bernadas Viladesau nació el 14 de abril de 1886 en Rosario, Santa Fe - Argentina, hijo de Salvador Bernadas y Mercedes Viladesau, naturales de Barcelona, España. A muy temprana edad se trasladó a España en donde vivió permanentemente.
En 1914 contrajo matrimonio con Ana Dublé González, con la cual tuvo seis hijos, de nombres: Salvador, Ana, Mercedes, María Josefa, Jorge y Manuel Alberto José Bernadas Dublé.
Tenía un próspero negocio de curtido de pieles. En 1926 se trasladó con su familia a Haro Provincia de Logroño- España donde montó una Granja Avícola, la cual tuvo bastante éxito. Debido a que esta Granja no tenía el terreno necesario para nuevas instalaciones, en 1929 creó una nueva Granja Avícola, esta vez en Miranda de Ebro Provincia de Burgos- España.
Producto de la difícil situación económica que atravesaba España en esos años, los negocios de la familia fueron desapareciendo y sólo quedaban unos pocos terrenos donde se cultivaba principalmente remolacha y trigo.
Falleció a las 3:00pm del 12 de abril de 1933 en Barcelona- España, dos días antes de cumplir 47 años de edad.

## Su vínculo con el RCD Español de Barcelona
En fecha 1 de septiembre de 1915 la Asamblea de Socios eligió como Presidente del RCD Español a José María Bernadas Viladesau y a la siguiente Junta Directiva:
- Vicepresidentes: José Hardoy y Javier de Salas.
- Secretario: Ramón Sanmartí.
- Vicesecretario: Enrique Verdugo.
- Tesorero: José María Tallada.
- Contador: Francisco Montagut.
- Vocales: Eduardo de Carrillo, José Santacana, Zoilo Oliver, Evelio Doncos, Eusebio García y Abraham Pujol.

Su labor mantuvo el buen ritmo del equipo de temporadas anteriores a base de buscar nuevos valores, entre ellos Ricardo Zamora. Adicionalmente amplió la base deportiva del club creando la sección de Atletismo, dándole así el tono de GRAN CLUB al RCD Español.
Su mandato terminó en el año 1918.